# 80. ceremonia wręczenia Oscarów
80. ceremonia wręczenia Oscarów (The 80th Academy Awards Ceremony) − odbyła się 24 lutego 2008. Po raz siódmy ceremonia  miała miejsce w Kodak Theatre w Hollywood w Kalifornii, a po raz 33. transmisję telewizyjną w USA przeprowadziła ABC (umowa do 2014). W Polsce ceremonię pokazał na żywo Canal+. Nominacje zostały ogłoszone 22 stycznia 2008, o godzinie 5:38 rano czasu pacyficznego. Ceremonię po raz drugi poprowadził Jon Stewart.
Najwięcej nominacji, bo aż osiem, uzyskały filmy To nie jest kraj dla starych ludzi w reżyserii braci Coen oraz Aż poleje się krew w reżyserii Paula Thomasa Andersona. Następnie 7 nominacji dostały Pokuta w reżyserii Joego Wrighta i Michael Clayton. Z pięcioma nominacjami wyszła animacja Ratatuj, a cztery nominacje dostał niezależny Juno oraz Motyl i skafander.
Po raz pierwszy od 26 lat został nominowany polski film w kategorii Najlepszy Film Nieanglojęzyczny − mianowicie Katyń Andrzeja Wajdy (ostatni polski film nominowany w tej kategorii to Człowiek z żelaza również w reżyserii Andrzeja Wajdy). Drugim polskim filmem nominowanym w tym roku był zrealizowany wraz z Brytyjczykami animowany film Piotruś i wilk w reżyserii Suzie Templeton (Najlepszy Krótkometrażowy Film Animowany). Film został w całości zrealizowany w polskim Se-ma-forze. Na Oscara miał również szanse Janusz Kamiński i jego zdjęcia do filmu Motyl i skafander. Polskim akcentem był jeszcze nominowany w kategorii Najlepszy Krótkometrażowy Film Animowany kanadyjski film Madame Tutli-Putli na podstawie dramatu Witkacego, którego reżyserem jest Polak mieszkający w Kanadzie Maciej Szczerbowski.
Najwięcej Oscarów, bo 4 otrzymał film To nie jest kraj dla starych ludzi, 3 statuetki − Ultimatum Bourne’a, 2 − Aż poleje się krew oraz Niczego nie żałuję – Edith Piaf. Polski Katyń i Janusz Kamiński nie zdobyli nagród.

## Laureaci i nominowani

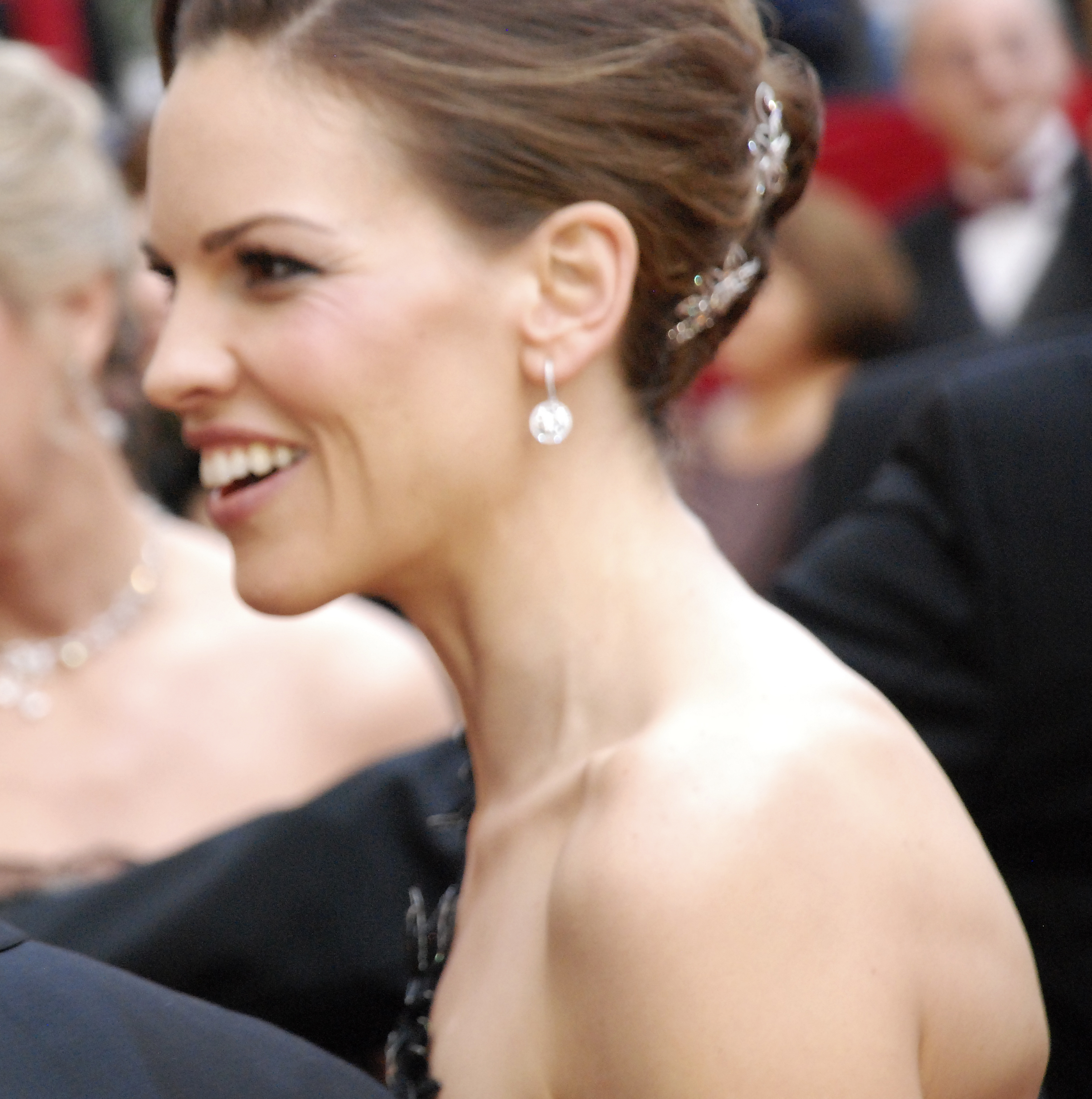
Aktorka Hilary Swank na czerwonym dywanie przed ceremonią.

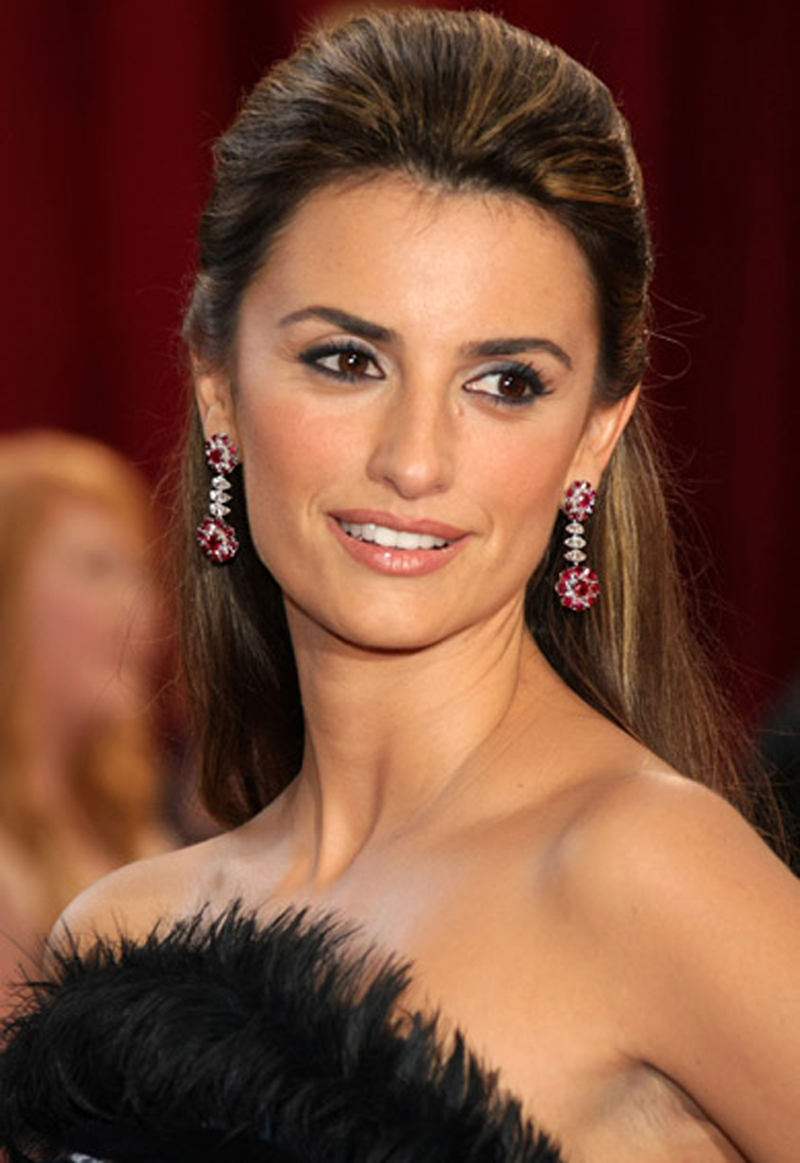
Aktorka Penélope Cruz przed ceremonią.

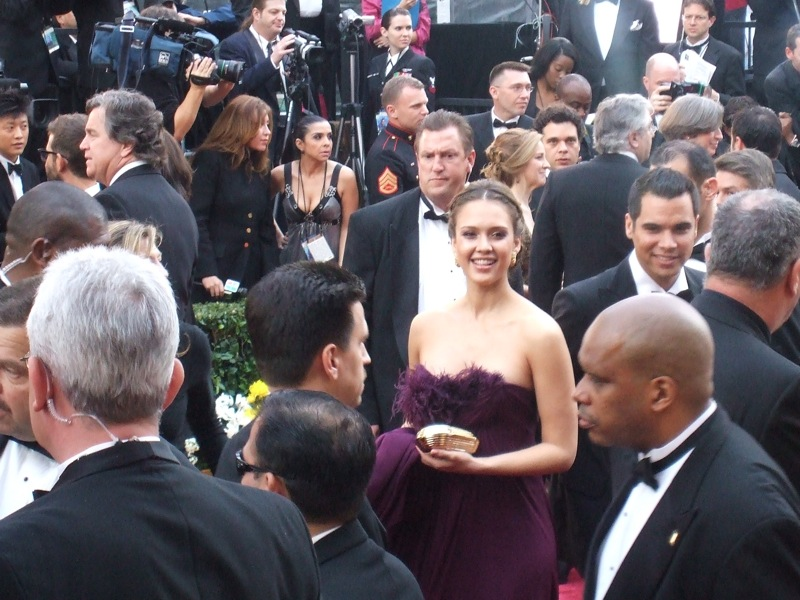
Aktorka Jessica Alba na czerwonym dywanie.

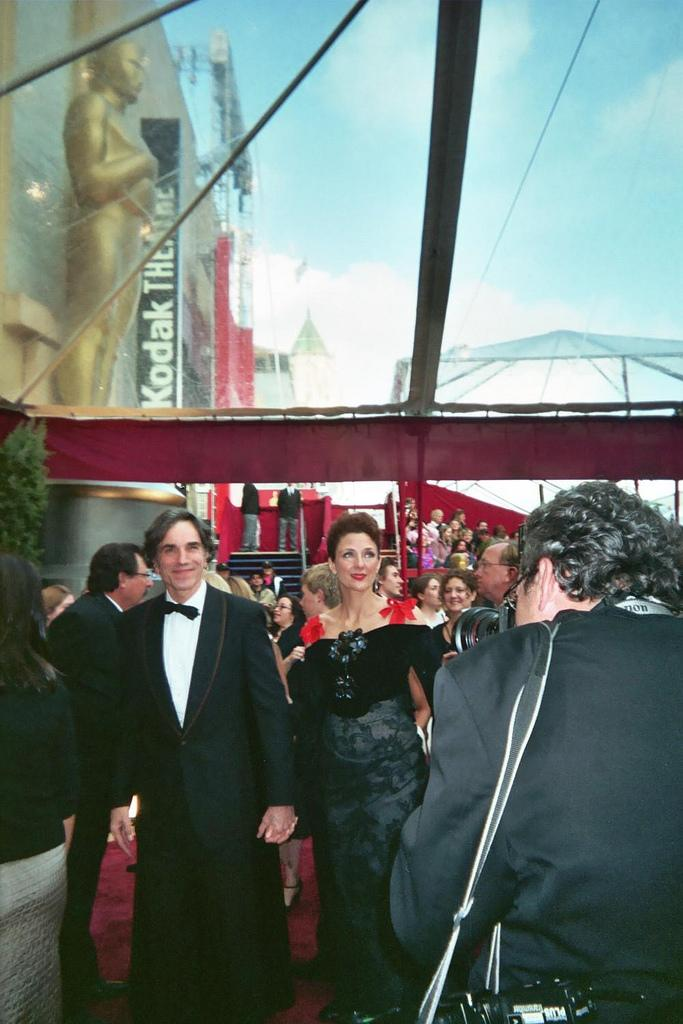
Tegoroczny laureat Oscara za film Aż poleje się krew Daniel Day-Lewis wraz z żoną przed ceremonią.

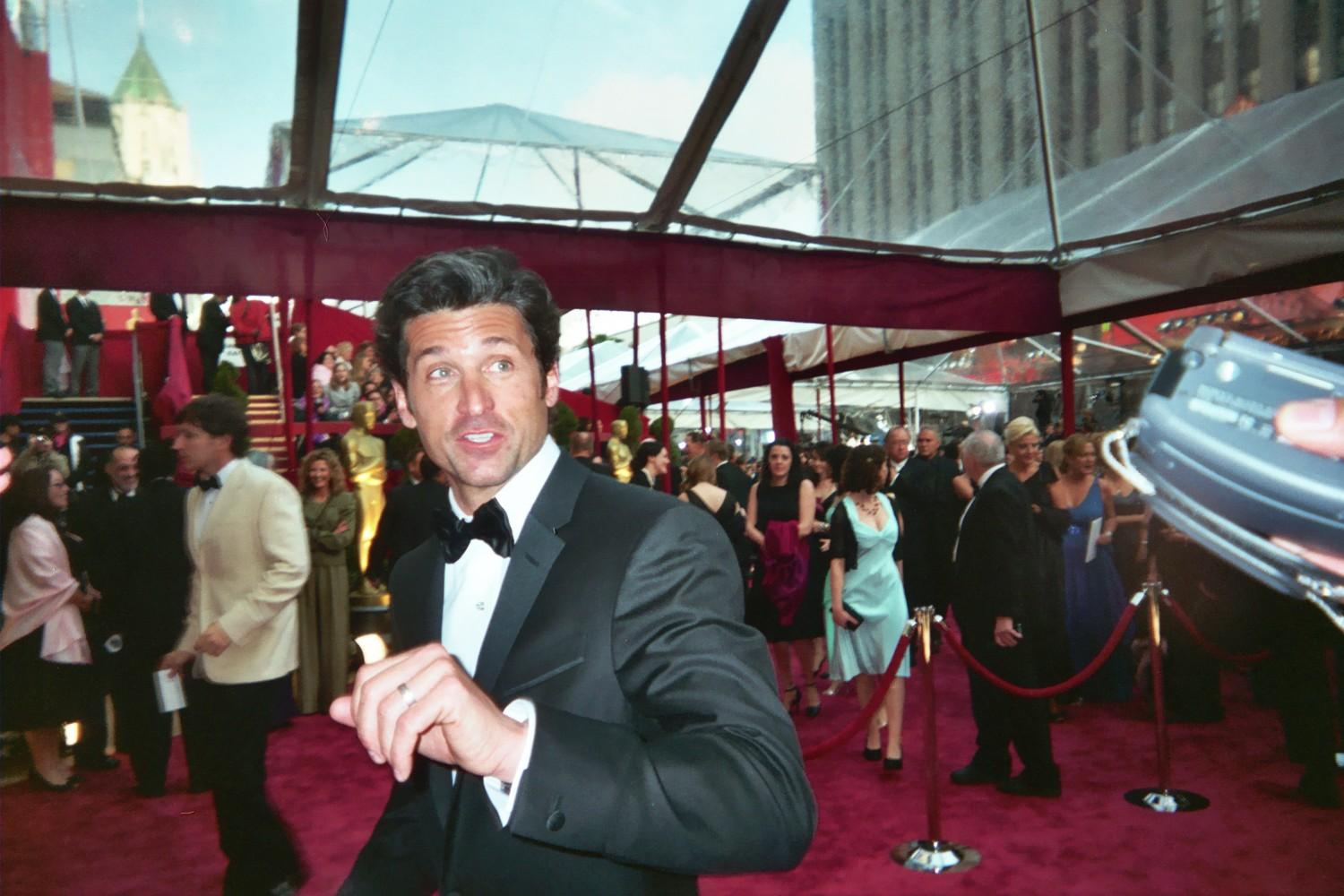
Aktor Patrick Dempsey przed ceremonią.

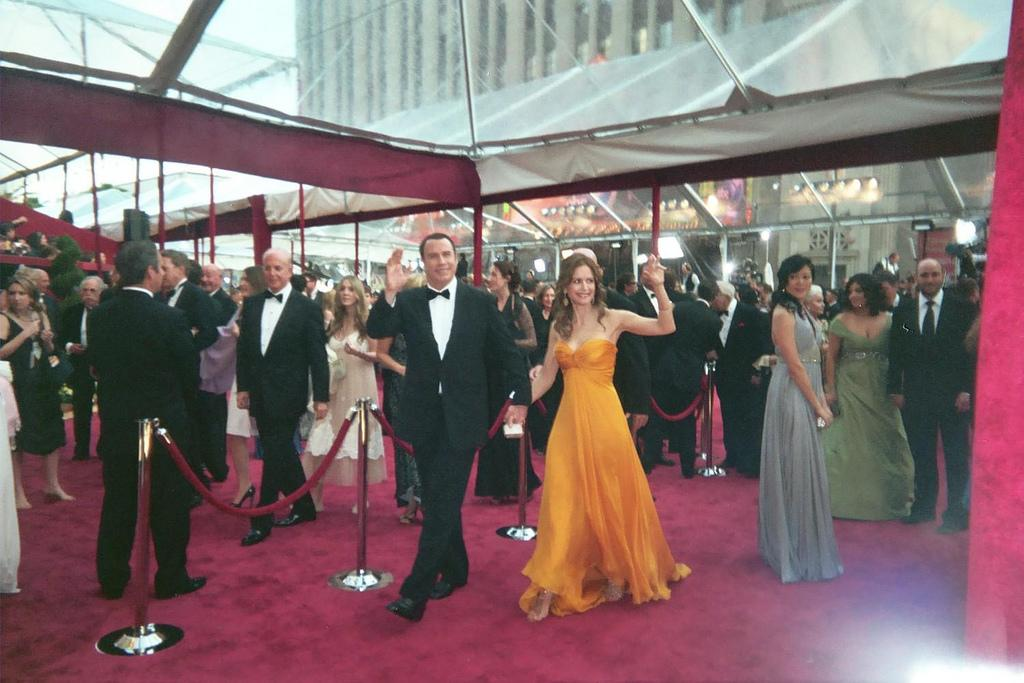
Aktorska para John Travolta i Kelly Preston.

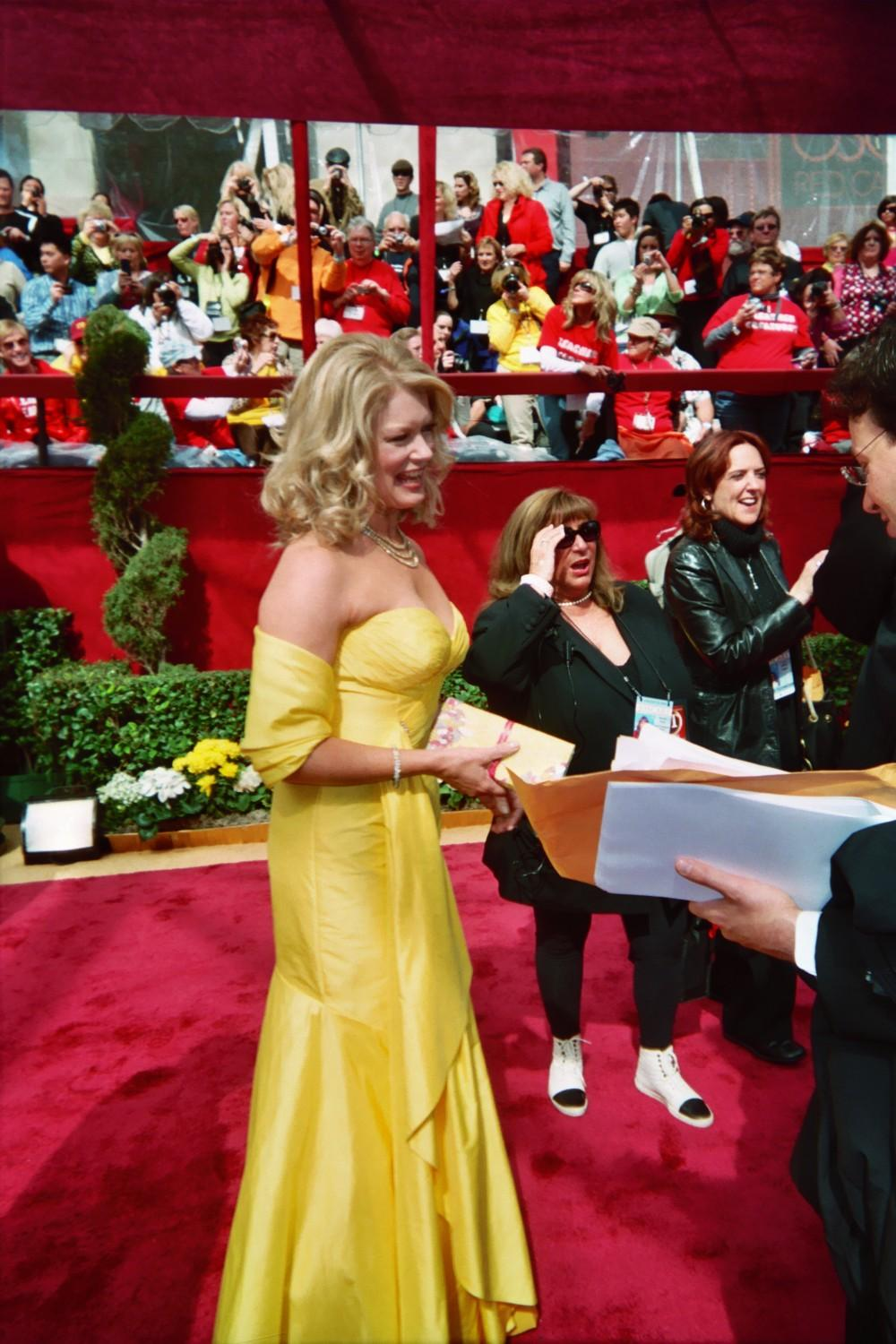
Aktorka Mary Hart.

Laureaci nagród wyróżnieni są wytłuszczeniem

### Najlepszy film
- Scott Rudin, Ethan i Joel Coenowie − To nie jest kraj dla starych ludzi
- JoAnne Sellar, Paul Thomas Anderson i Daniel Lupi − Aż poleje się krew
- Lianne Halfon, Mason Novick i Russell Smith − Juno
- Sydney Pollack, Jennifer Fox i Kerry Orent − Michael Clayton
- Tim Bevan, Eric Fellner i Paul Webster − Pokuta

### Najlepszy scenariusz oryginalny
- Diablo Cody − Juno
- Nancy Oliver − Miłość Larsa
- Tony Gilroy − Michael Clayton
- Brad Bird − Ratatuj
- Tamara Jenkins − Rodzina Savage

### Najlepszy scenariusz adaptowany
- Joel Coen i Ethan Coen − To nie jest kraj dla starych ludzi
- Christopher Hampton − Pokuta
- Sarah Polley − Daleko od niej
- Ronald Harwood − Motyl i skafander
- Paul Thomas Anderson − Aż poleje się krew

### Najlepszy aktor pierwszoplanowy
- Daniel Day-Lewis − Aż poleje się krew
- George Clooney − Michael Clayton
- Johnny Depp − Sweeney Todd: Demoniczny golibroda z Fleet Street
- Tommy Lee Jones − W dolinie Elah
- Viggo Mortensen − Wschodnie obietnice

### Najlepszy aktor drugoplanowy
- Javier Bardem − To nie jest kraj dla starych ludzi
- Casey Affleck − Zabójstwo Jesse’ego Jamesa przez tchórzliwego Roberta Forda
- Philip Seymour Hoffman − Wojna Charliego Wilsona
- Hal Holbrook − Wszystko za życie
- Tom Wilkinson − Michael Clayton

### Najlepsza aktorka pierwszoplanowa
- Marion Cotillard − Niczego nie żałuję – Edith Piaf
- Cate Blanchett − Elizabeth: Złoty wiek
- Julie Christie − Daleko od niej
- Laura Linney − Rodzina Savage
- Ellen Page − Juno

### Najlepsza aktorka drugoplanowa
- Tilda Swinton − Michael Clayton
- Cate Blanchett − I’m Not There. Gdzie indziej jestem
- Ruby Dee − Amerykański gangster
- Saoirse Ronan − Pokuta
- Amy Ryan − Gdzie jesteś, Amando?

### Najlepsza reżyseria
- Joel Coen i Ethan Coen − To nie jest kraj dla starych ludzi
- Julian Schnabel − Motyl i skafander
- Jason Reitman − Juno
- Tony Gilroy − Michael Clayton
- Paul Thomas Anderson − Aż poleje się krew

### Najlepszy film nieanglojęzyczny
- Austria − Fałszerze, reż. Stefan Ruzowitzky
- Rosja − Dwunastu, reż. Nikita Michałkow
- Izrael − Twierdza Beaufort, reż. Josef Cedar
- Kazachstan − Czyngis-chan, reż. Siergiej Bodrow
- Polska − Katyń, reż. Andrzej Wajda

### Najlepszy film animowany
- Ratatuj, reż. Brad Bird
- Persepolis, reż. Marjane Satrapi i Vincent Paronnaud
- Na fali, reż. Ash Brannon i Chris Buck

### Najlepsze zdjęcia
- Robert Elswit − Aż poleje się krew
- Roger Deakins − Zabójstwo Jesse’ego Jamesa przez tchórzliwego Roberta Forda
- Seamus McGarvey − Pokuta
- Janusz Kamiński − Motyl i skafander
- Roger Deakins − To nie jest kraj dla starych ludzi

### Najlepsza muzyka
- Dario Marianelli − Pokuta
- Alberto Iglesias − Chłopiec z latawcem
- James Newton Howard − Michael Clayton
- Michael Giacchino − Ratatuj
- Marco Beltrami − 3:10 do Yumy

### Najlepsza scenografia
- Dante Ferretti i Francesca Lo Schiavo − Sweeney Todd: Demoniczny golibroda z Fleet Street
- Arthur Max i Beth A. Rubino − Amerykański gangster
- Sarah Greenwood i Katie Spencer − Pokuta
- Dennis Gassner i Anna Pinnock − Złoty kompas
- Jack Fisk i Jim Erickson − Aż poleje się krew

### Najlepsze kostiumy
- Alexandra Byrne − Elizabeth: Złoty wiek
- Albert Wolsky − Across the Universe
- Jacqueline Durran − Pokuta
- Marit Allen − Niczego nie żałuję – Edith Piaf
- Colleen Atwood − Sweeney Todd: Demoniczny golibroda z Fleet Street

### Najlepszy montaż
- Christopher Rouse − Ultimatum Bourne’a
- Juliette Welfling − Motyl i skafander
- Jay Cassidy − Wszystko za życie
- Roderick Jaynes − To nie jest kraj dla starych ludzi
- Dylan Tichenor − Aż poleje się krew

### Najlepsza charakteryzacja
- Didier Lavergne i Jan Archibald − Niczego nie żałuję – Edith Piaf
- Rick Baker i Kazuhiro Tsuji − Norbit
- Ve Neill i Martin Samuel − Piraci z Karaibów: Na krańcu świata

### Najlepsza piosenka
- Glen Hansard i Markéta Irglová − „Falling Slowly” z filmu Once
- Alan Menken i Stephen Schwartz − „Happy Working Song” z filmu Zaczarowana
- Chris Trapper − „Raise It Up” z filmu Cudowne dziecko
- Alan Menken i Stephen Schwartz − „So Close” z filmu Zaczarowana
- Alan Menken i Stephen Schwartz − „That’s How You Know” z filmu Zaczarowana

### Najlepszy dźwięk
- Scott Millan, David Parker i Kirk Francis − Ultimatum Bourne’a
- Paul Massey, David Giammarco i Jim Stuebe − 3:10 do Yumy
- Randy Thom, Michael Semanick i Doc Kane − Ratatuj
- Skip Lievsay, Craig Berkey, Greg Orloff i Peter Kurland − To nie jest kraj dla starych ludzi
- Kevin O’Connell, Greg P. Russell i Peter J. Devlin − Transformers

### Najlepszy montaż dźwięku
- Karen Baker Landers i Per Hallberg − Ultimatum Bourne’a
- Matthew Wood − Aż poleje się krew
- Randy Thom i Michael Silvers − Ratatuj
- Skip Lievsay − To nie jest kraj dla starych ludzi
- Ethan Van der Ryn i Mike Hopkins − Transformers

### Najlepsze efekty specjalne
- Michael Fink, Bill Westenhofer, Ben Morris i Trevor Wood − Złoty kompas
- John Knoll, Hal Hickel, Charles Gibson i John Frazier − Piraci z Karaibów: Na krańcu świata
- Scott Farrar, Scott Benza, Russell Earl i John Frazier − Transformers

### Najlepszy pełnometrażowy film dokumentalny
- Kurs do Krainy Cienia, reż. Eva Orner i Alex Gibney
- Bez końca, reż. Charles Ferguson i Audrey Marrs
- Operacja: powrót do domu, reż. Richard E. Robbins
- Chorować w USA, reż. Michael Moore i Meghan O’Hara
- Taniec wojenny, reż. Andrea Nix Fine i Sean Fine

### Najlepszy krótkometrażowy film dokumentalny
- Freeheld, reż. Cynthia Wade i Vanessa Roth
- Korona, reż. Amanda Micheli i Isabel Vega
- Salim Baba, reż. Tim Sternberg i Francisco Bello
- Sari’s Mother, reż. James Longley

### Najlepszy krótkometrażowy film animowany
- Suzie Templeton i Hugh Welchman − Piotruś i wilk
- Josh Raskin − Spotkałem morsa
- Chris Lavis i Maciej Szczerbowski − Madame Tutli-Putli
- Samuel Tourneux i Vanesse Simon − Nawet gołębie idą do nieba
- Aleksandr Petrov − Moya Lyubov

### Najlepszy krótkometrażowy film aktorski
- Philippe Pollet-Villard − Mozart wśród kieszonkowców
- Christian E. Christiansen i Louise Vesth − At Night
- Andrea Jublin − Il Supplente
- Guy Thys i Anja Daelemans − Argentyńskie tango
- Daniel Barber i Matthew Brown − The Tonto Woman

## Podsumowanie wyników
Nominacje:
- 8 nominacji: To nie jest kraj dla starych ludzi i Aż poleje się krew
- 7 nominacji: Michael Clayton  i Pokuta
- 5 nominacji: Ratatuj
- 4 nominacje: Juno i Motyl i skafander
- 3 nominacje:  Transformers, Sweeney Todd: Demoniczny golibroda z Fleet Street, Niczego nie żałuję – Edith Piaf, Ultimatum Bourne’a i Zaczarowana
- 2 nominacje: Rodzina Savage, Daleko od niej, Zabójstwo Jesse’ego Jamesa przez tchórzliwego Roberta Forda, Wszystko za życie, Elizabeth: Złoty wiek, Amerykański gangster, Złoty kompas, 3:10 do Yumy i Piraci z Karaibów: Na krańcu świata

Nagrody:
- 4 nagrody: To nie jest kraj dla starych ludzi
- 3 nagrody: Ultimatum Bourne’a
- 2 nagrody: Aż poleje się krew i Niczego nie żałuję – Edith Piaf

## Prezenterzy
| Nazwisko                     | Wręczenie nagrody za: |
| ---------------------------- | --- |
| Denzel Washington            | Najlepszy film |
| Martin Scorsese              | Najlepszy reżyser |
| Helen Mirren                 | Najlepszy aktor pierwszoplanowy |
| Forest Whitaker              | Najlepsza aktorka pierwszoplanowa |
| Alan Arkin                   | Najlepsza aktorka drugoplanowa |
| Jennifer Hudson              | Najlepszy aktor drugoplanowy |
| Josh Brolin i James McAvoy   | Najlepszy scenariusz adaptowany |
| Harrison Ford                | Najlepszy scenariusz oryginalny |
| Amy Adams                    | Najlepsza muzyka |
| Cameron Diaz                 | Najlepsza zdjęcia |
| Penélope Cruz                | Najlepszy film nieanglojęzyczny |
| Renée Zellweger              | Najlepszy montaż |
| Cate Blanchett               | Najlepsza scenografia |
| Jennifer Garner              | Najlepsze kostiumy |
| Katherine Heigl              | Najlepsza charakteryzacja |
| Jonah Hill i Seth Rogen      | Najlepszy dźwięk i Najlepszy montaż dźwięku                                                                                                  |
| Anne Hathaway i Steve Carell | Najlepszy film animowany |
| Dwayne Johnson               | Najlepsze efekty specjalne |
| John Travolta                | Najlepsza piosenka |
| Owen Wilson                  | Najlepszy aktorki film krótkometrażowy |
| Jerry Seinfeld               | Użyczył głosu Barry’emu Bee Bensonowi, bohaterowi filmu Film o pszczołach, który wręczył nagrodę za Najlepszy krótkometrażowy film animowany |
| Tom Hanks                    | Najlepszy krótkometrażowy film dokumentalny i Najlepszy pełnometrażowy film dokumentalny                                                     |
| Nicole Kidman                | Nagroda honorowa |
| Jon Stewart                  | Zapowiedź piosenki „Happy Working Song” z filmu Zaczarowana                                                                                  |
| Keri Russell                 | Zapowiedź piosenki „Raise It Up” z filmu Cudowne dziecko                                                                                     |
| Colin Farrell                | Zapowiedź piosenki „Falling Slowly” z filmu Once                                                                                             |
| Miley Cyrus                  | Zapowiedź piosenki „That’s How You Know” z filmu Zaczarowana                                                                                 |
| Patrick Dempsey              | Zapowiedź piosenki „So Close” z filmu Zaczarowana                                                                                            |
| George Clooney               | Prezenter krótkiej historii 80-lecia Oscarów                                                                                                 |
| Jack Nicholson               | Zapowiedź filmów w kategorii Najlepszy film                                                                                                  |
| Hilary Swank                 | Wspomnienie zmarłych „In memoriam” |